# Мустафин, Михаил Андреевич
Михаил Андреевич (Мударис Идрисович) Мустафин (15 ноября 1916, Вольск, Саратовская губерния — 9 апреля 1987, там же) — гвардии старший лейтенант, командир звена 165-го гвардейского штурмового авиационного Краснознамённого полка 10-й гвардейской штурмовой авиационной дивизии, Герой Советского Союза.

## Биография
Родился 15 ноября 1916 года в городе Вольск Саратовской губернии в семье рабочего. Согласно информации «Пензенской энциклопедии», Мустафин родился в селе Карновар Баклушинской волости Вольского уезда (ныне Неверкинского района Пензенской области). По национальности — татарин. Член КПСС с 1943 года.
Окончил 8 классов средней школы № 1 (ныне гимназия), школу фабрично-заводского ученичества и аэроклуб. Работал слесарем на Вольском цементном заводе «Комсомолец». В 1937 году поступил в Энгельсское военное авиационное училище, окончил его накануне войны.

## Во время войны
На фронт попал в декабре 1942 года. Воевал на Воронежском, 1-м, 2-м и 3-м Украинских фронтах. Принимал участие в боях на Курской дуге, освобождении Украины, Молдавии, Румынии, Венгрии и Югославии.
5 июля 1943 года Михаил Мустафин совершил свой первый боевой вылет. Под Белгородом в составе группы из 18 самолётов Ил-2 при ударе по перешедшим в наступление в сторону Курска войскам противника попал под обстрел. Здесь Мустафин уничтожил две автомашины и зенитное орудие.
9 июля 1943 года в районе Рождественки в результате зенитного обстрела артиллерии противника мотор машины Мустафина был повреждён осколком снаряда. Несмотря на это, Михаил Андреевич уничтожил один танк и четыре автомашины. При уходе от цели штурмовик Мустафина был атакован двумя «мессерами». Однако лётчик отразил все атаки вражеских истребителей и привёл поврежденную машину на свой аэродром.
Через несколько месяцев Мустафин начал самостоятельно водить в бой группы штурмовиков. 15 июля 1944 года шестёрка «ильюшиных» под его командованием произвела три боевых вылета. В этот день было уничтожено 7 танков, 3 батареи зенитной артиллерии и более 60 единиц живой силы противника.
22 июля 1944 года группа лётчиков под командованием Мустафина уничтожила 15 автомашин и более 150 гитлеровских солдат и офицеров, подавила огонь двух зенитных точек противника. Все самолеты вернулись на свой аэродром. В каждом из них, в том числе и машине Мустафина, было свыше 50 пулевых пробоин.

## После войны
После войны продолжил службу в ВВС. С 1958 года М.А. Мустафин — капитан запаса.
Имел сыновей Равиля и Шарифа, также ставших военными.
Жил и работал в городе Вольск Саратовской области. Скончался 9 апреля 1987 года. Похоронен на Мусульманском кладбище в Вольске.

## Награды
Указом Президиума Верховного Совета СССР от 26 октября 1944 года Мустафину было присвоено звание Героя Советского Союза с вручением ордена Ленина и медали «Золотая Звезда» (№ 3498). Также награждён двумя орденами Красного Знамени (1943, 1957), двумя орденами Отечественной войны 1-й степени (1943, 1985), орденом Отечественной войны 2-й степени (1943), орденом Красной Звезды (1952), медалями.
В шестидесятых годах у Михаила Андреевича были похищены все боевые награды.

## Память
- Мемориальная доска на здании школы № 1 (гимназия)в городе Вольске, где учился Мустафин М. А.
- Мемориальный памятник в сквере школы № 1 (гимназия) в городе Вольске, где учился Мустафин М. А.
- Надгробный памятник на мусульманском кладбище города Вольска, где похоронен Мустафин М. А.